# Maximilian Leidesdorf

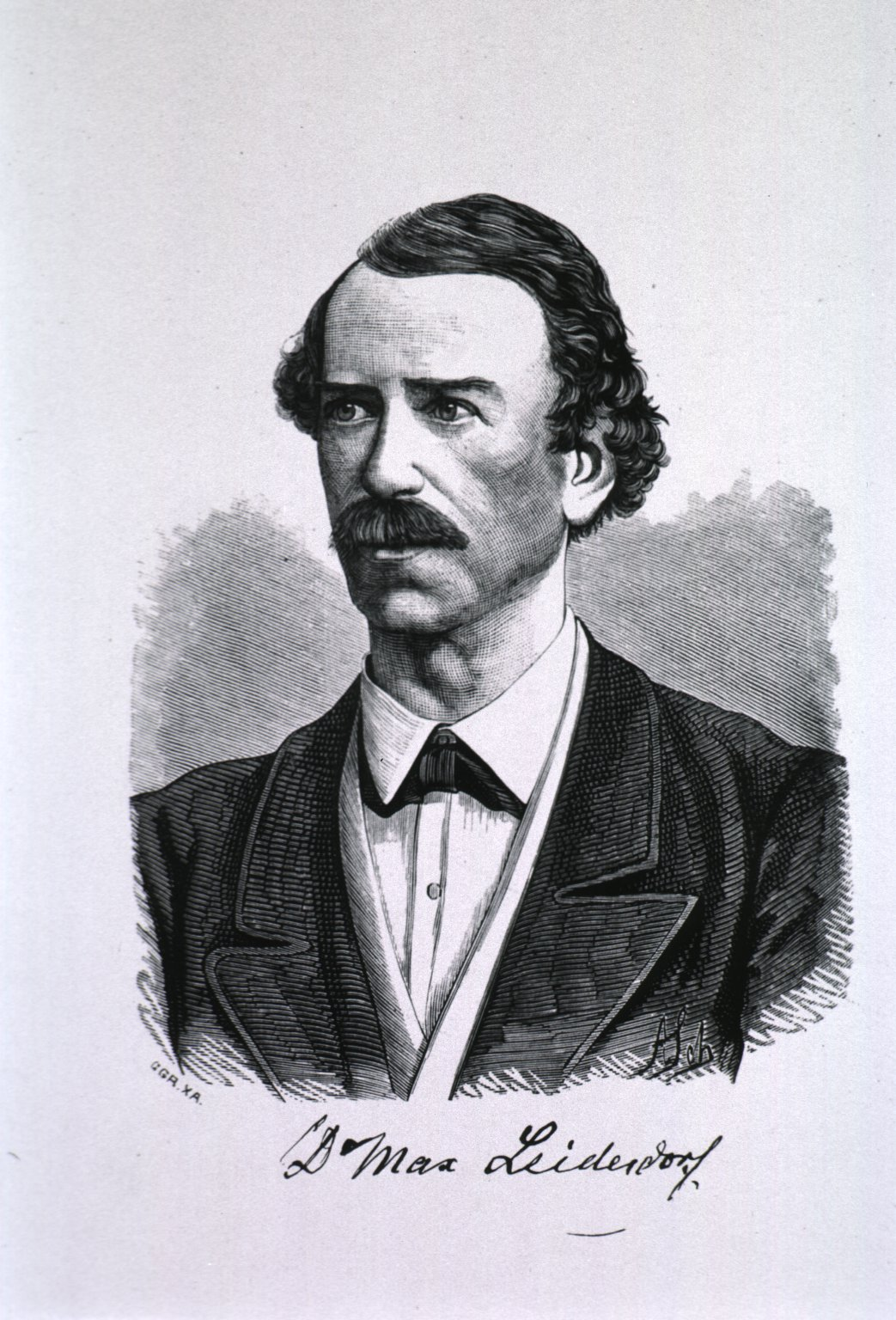
Maximilian Leidesdorf

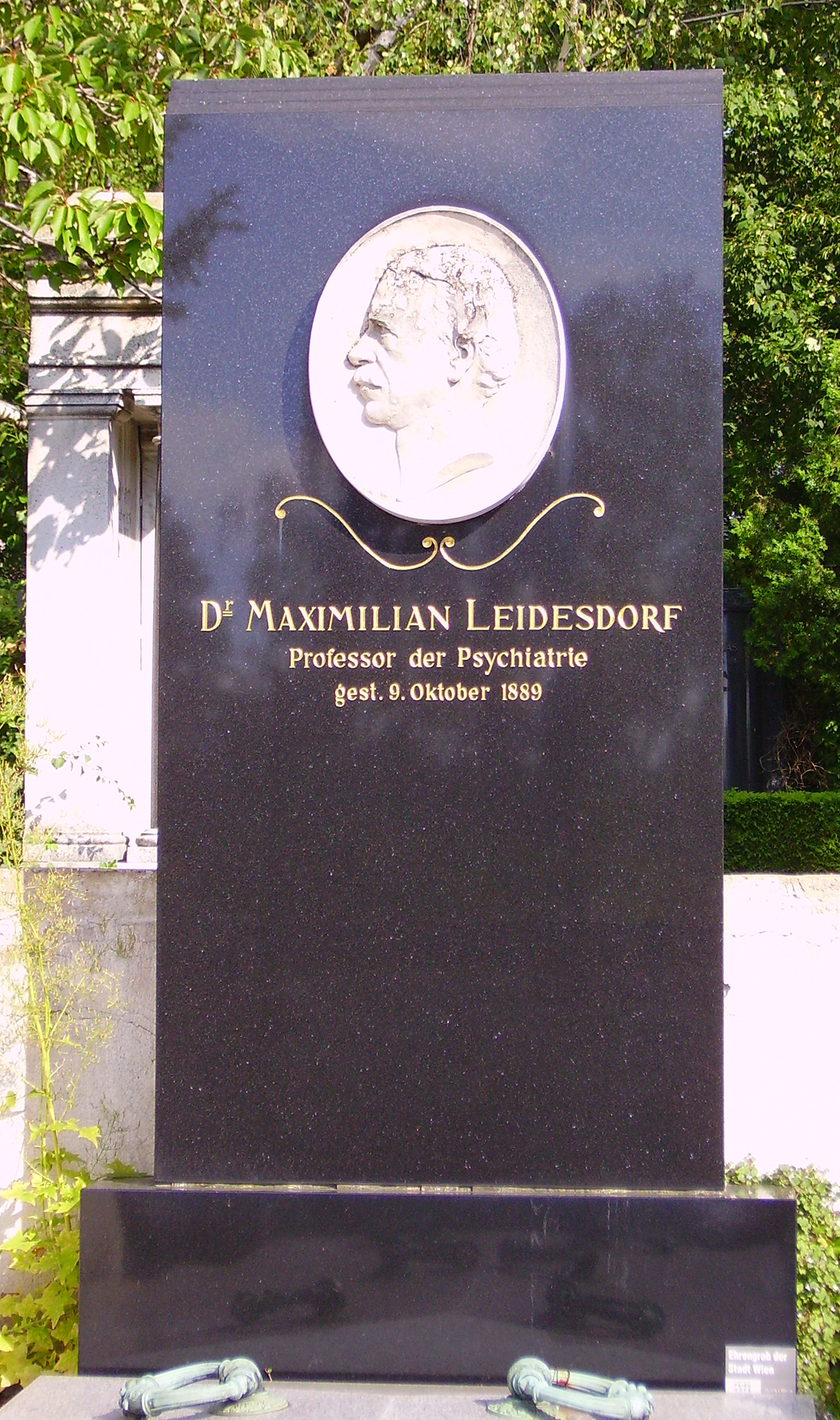
Grób Maximiliana Leidesdorfa na cmentarzu w Döbling

Maximilian Leidesdorf (ur. 27 czerwca 1818 w Wiedniu, zm. 9 października 1889 tamże) – austriacki lekarz psychiatra.
Syn Maximiliana Josepha Leidesdorfa (1787–1840) i Elisabeth Cremes. Studiował na Uniwersytecie Wiedeńskim, tytuł doktora medycyny otrzymał w 1845. Następnie specjalizował się w psychiatrii i przedsięwziął podróż po zakładach psychiatrycznych Europy, zwiedzając ośrodki we Włoszech, Niemczech, Anglii i Francji. W 1856 roku w Wiedniu habilitował się. W 1872 został ordynatorem oddziału psychiatrycznego w szpitalu miejskim w Wiedniu, w 1875 został dyrektorem szpitala psychiatrycznego. Jego asystentem był Julius Wagner-Jauregg. Razem z Theodorem Meynertem założył kwartalnik poświęcony psychiatrii, "Vierteljahresschrift für Psychiatrie". W 1876 został wysłany do Konstantynopola, gdzie miał ocenić stan psychiczny zdetronizowanego Murada V. W 1886 diagnozował króla Ludwika II.
Żonaty z Amalie Seiss (1826–1915) pochodzącą z Akwizgranu. Jego córka Helene wyszła za Heinricha Obersteinera.
W 1894 w dzielnicy Wiednia Döbling nazwano na jego cześć ulicę (Leidesdorfgasse).

## Wybrane prace
- Berichte über die Privat-Irren-Heilanstalt zu St. Petersburg, 1846-48. Medizinische Zeitung Russlands, 1850/51)
- Studien über die Histologie der Hirnentzündung. Wiener medizinische Presse 6, ss. 1195f (1865)
- Pathologie und Therapie der psychischen Krankheiten für Aerzte und Studierende. Lehrbuch der psychischen Krankheiten. 2. Aufl. der Pathologie und Therapie der psychischen Krankheiten. Erlangen, 1865
- Die abnormen Seelenzustände Epileptischer; ein Beitrag zur forensischen Medicin. Ztschr. f. gerichtl. Med. 2, ss. 301; 314; 323 (1866)
- Ueber den Hirnbau und seine Bedeutung. Allgemeine Wiener medizinische Zeitung 13, ss. 377f; 386f (1868)
- Leidensdorf, Stricker. Injections-Versuche an Hirnen lebender Thiere. Vierteljahresschrift für Psychiatrie (1867/68)
- Ueber gefährliche Geisteskranke. Psychiat. Centralbl. (1871)
- Ueber gefährliche Geisteskranke. Oesterr. Ztschr. f. prakt. Heilk. 17, ss. 325; 341 (1871)
- Vorschläge zur Verbesserung einiger Punkte der österreichischen Irrengesetzgebung. Wiener medizinische Wochenschrift 22, ss. 1280; 1301 (1872)
- Ein Fall von saturniner Epilepsie mit Geistesstörung. Allgemeine Wiener medizinische Zeitung 18, s. 561, 1873
- Ueber einen Fall von Selbstverstümmelung in Folge religiösen Wahnsinns. Wiener medizinische Presse 18, 1877
- Ueber den heutigen Standpunkt der öffentlichen Irrenpflege. Wiener medizinische Wochenschrift 17, ss. 86; 102; 118; 134; 166, 1887